# 13038 Woolston
A 13038 Woolston (ideiglenes jelöléssel 1990 EN4) a Naprendszer kisbolygóövében található aszteroida. Eric Walter Elst fedezte fel 1990. március 2-án.